# Samuel Chappuis

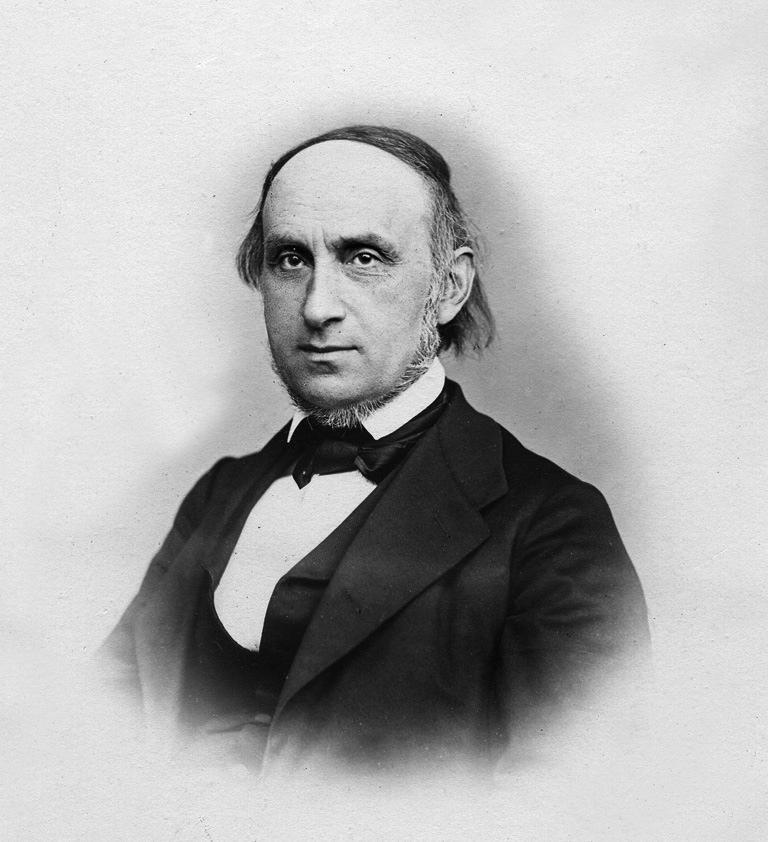
Samuel Chappuis (um 1860)

Jean Samuel Chappuis (* 16. Juli 1809 anderes Datum 6. Juli 1809 in Rivaz; † 3. April 1870 in Lausanne) war ein Schweizer evangelischer Geistlicher und Hochschullehrer.

## Leben

### Familie
Samuel Chappuis war der Sohn des Landwirts François Samuel Chappuis und dessen Ehefrau Marguerite (geb. Monney).
Er war in erster Ehe mit Elise († 1855), Tochter des Zuckerfabrikanten Nikolaus Riggenbach verheiratet; in zweiter Ehe heiratete er am 11. November 1856 Jeanne Pernette Jenny (* 27. Februar 1826 in Lausanne; † 6. Januar 1894 ebenda), Tochter von Jacques François Théodore Rivier (1791–1875), Grossrat und Präfekt von Lausanne.

### Werdegang
Samuel Chappuis immatrikulierte sich zu einem Theologiestudium an der Académie de Lausanne und setzte das Studium an der Universität Berlin fort; 1833 wurde er ordiniert.
Von 1833 bis 1834 war er Vikar bei Philippe-Sirice Bridel in Montreux und von 1834 bis 1835 war er an der Französischen Kirche in Basel, wo er sich mit Alexandre Vinet befreundete.
1838 wurde er Professor für Systematische Theologie an der Akademie von Lausanne, bis zu seiner Demissionierung 1845, um die er bat, um damit, wie die Mehrheit der waadtländischen Pfarrer, gegen die Religionspolitik von Henri Druey zu protestieren; dieser veranlasste den Rücktritt jener Pfarrer, die sich geweigert hatten, auf der Kanzel eine Proklamation zugunsten einer Verfassungsrevision zu verlesen.
1847 gehörte Samuel Chappuis zu den Begründern der Freikirche des Kantons Waadt.
Er lehrte von 1847 bis 1869 als Professor an der Freien theologischen Fakultät und prägte massgeblich das waadtländische Freikirchenwesen.

### Berufliches und Geistliches Wirken
Als Sekretär der Versammlung, die 1838 in Lausanne mit der Ausarbeitung des Kirchengesetzes beauftragt worden war, setzte Samuel Chappuis sich vergeblich für ein Glaubensbekenntnis und die Teilhabe der Laien an der Entwicklung der Kirche ein.
Nach der Gründung der Freikirche war er Präsident von deren Synodalkommission.
1855 sprach er bei einem Treffen der Predigergesellschaft in Genf zur sozialen Frage und bezeichnete den "Pauperisme" als eine Manifestation des Antichristen, warnte jedoch die Kirche davor, in diesem Kampf ihre Kräfte zu sehr zu binden, weil die Aufgabe der Kirche eine geistliche sei. Nach diesem Referat schwieg die Predigergesellschaft einige Jahre über die soziale Frage.
Von 1866 bis 1869 war er als Redakteur des Chrétien évangélique tätig.
Er war ein Gegner des liberalen Theologen Ferdinand Buisson, dessen Angriffe er 1869 zurückwies.

## Schriften (Auswahl)
- De l'Ancien Testament, considéré dans ses rapports avec le christianisme. Lausanne 1838.
- Quelle doit être la Position de l'Église et de ses ministres en présence du paupérisme? In: Actes de la Société Pastorale Suisse. Seizième Assemblée Générale, tenue à Genève les 8 et 9 Août 1855. Genève 1855.
- La doctrine du Christ glorifié et son importance pour la vie chrétienne. Neuchâtel, 1864.
- Aux Eglises libres ou indépendantes de Belgique, de Berne, de Breslau, d'Elberfeld, d'Ermelo, de France (Union des Eglises évangéliques, et Baptistes du Nord), de Genève, de Middelbourg, de Neuchâtel et de Vaud. Lausanne:  G. Bridel 1866.
- Catalogue de la Bibliothèque de la Faculté de théologie de l'Eglise libre. Lausanne 1869.